# Fort Liard
Fort Liard – miejscowość w Kanadzie, w Terytoriach Północno-Zachodnich. Według danych na rok 2016 liczyła 500 mieszkańców.